# 176884 Jallynsmith
176884 Jallynsmith è un asteroide della fascia principale. Scoperto nel 2002, presenta un'orbita caratterizzata da un semiasse maggiore pari a 2,7422855 UA e da un'eccentricità di 0,0350346, inclinata di 8,08476° rispetto all'eclittica.
È dedicato all'astronomo statunitense J. Allyn Smith.